# Pristimantis sagittulus
Pristimantis sagittulus es una especie de anfibio anuro de la familia Craugastoridae.

## Distribución geográfica
Esta especie es endémica de la provincia de Oxapampa en la región de Pasco en Perú. Se encuentra entre los 2050 y 2200 m sobre el nivel del mar en la Cordillera Oriental.

## Publicación original
- Lehr, Aguilar & Duellman, 2004: A striking new species of Eleutherodactylus from Andean Peru (Anura: Leptodactylidae). Herpetologica, vol. 60, n.º 2, p. 275-28[6]